# Bạch Sơn
Bạch Sơn (tiếng Trung giản thể: 白山市, bính âm: Báishān shì, âm Hán-Việt: Bạch Sơn thị) là một địa cấp thị tại tỉnh Cát Lâm, Trung Quốc. Bạch Sơn nằm ở phía đông nam của tỉnh Cát Lâm, có diện tích 17.485 km², dân số năm 2010 là 1.296.575 người. Bạch Sơn được chia thành 6 đơn vị hành chính gồm 2 quận, 1 thành phố cấp huyện, 2 huyện và 1 huyện tự trị:
- Quận: Hồn Giang (浑江区), Giang Nguyên (江源区)
- Thành phố cấp huyện: Lâm Giang (临江市)
- Huyện: Tĩnh Vũ (靖宇县), Phủ Tùng (抚松县)
- Huyện tự trị: Huyện tự trị dân tộc Triều Tiên Trường Bạch (长白朝鲜族自治县)